# Taubenturm Mercade (Rauzan)

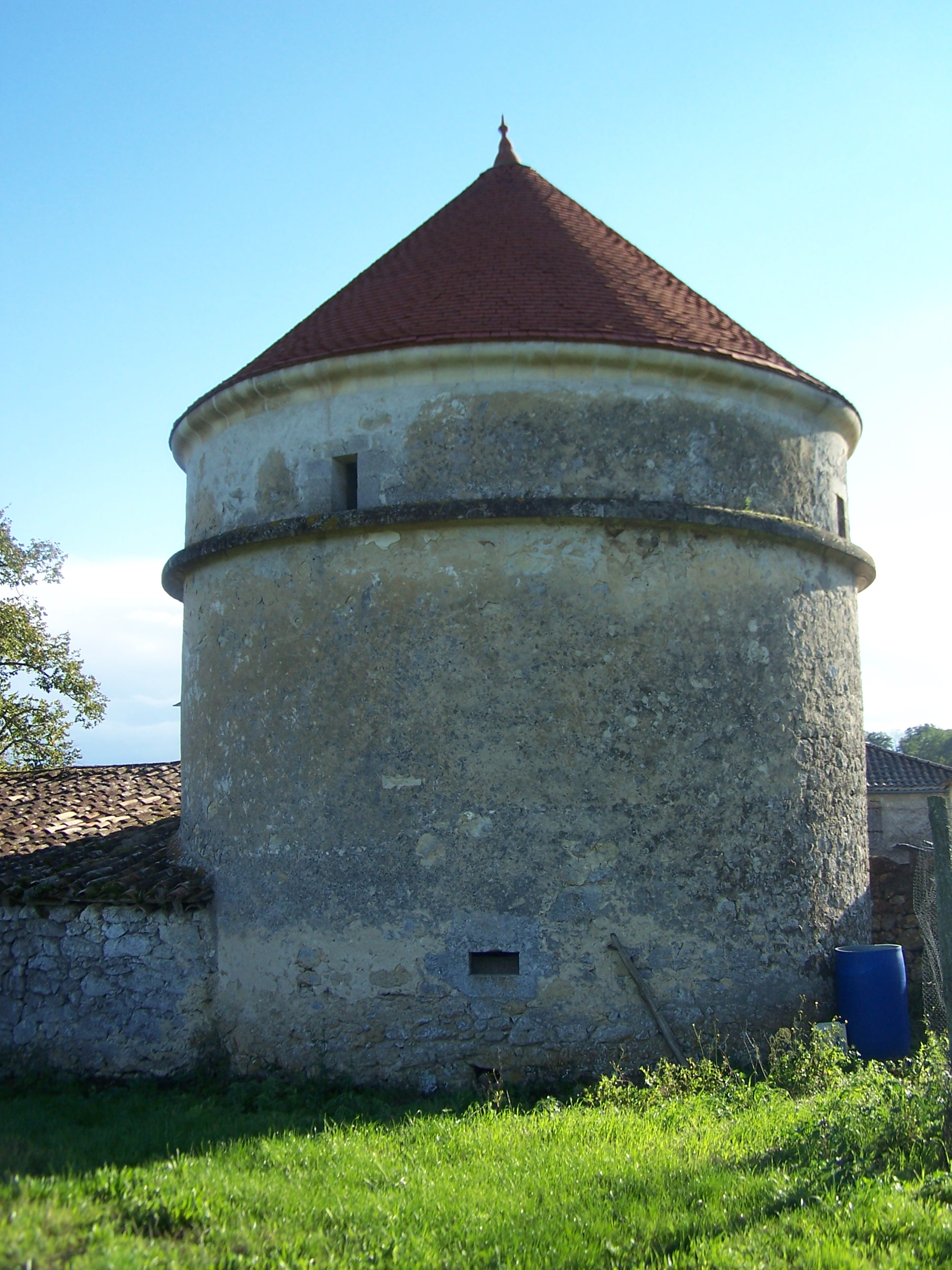
Taubenturm in Rauzan

Der Taubenturm (französisch colombier oder pigeonnier) in Rauzan, einer französischen Gemeinde im Département Gironde in der Region Nouvelle-Aquitaine, wurde im 17. Jahrhundert errichtet.  
Der runde Taubenturm aus verputztem Bruchsteinmauerwerk gehörte ursprünglich zu einem landwirtschaftlichen Gut, das 1668 von Jean Mercade gekauft wurde. Unter dem Dachgesims sind vier Öffnungen für die Tauben vorhanden.